# Попов, Владимир Леонидович (генерал)
Владимир Леонидович Попов (род. 3 сентября 1947) — генерал-майор МВД России, начальник Калининградского юридического института МВД России в 1990—2005 годах; доктор юридических наук, профессор.

## Биография
Родился 3 сентября 1947 года в селе Пыщуг Костромской области. Окончил Ленинградскую специальную школу милиции МВД СССР в 1971 году и Омскую высшую школу милиции (заочно) в 1974 году. Срочную службу в советской армии прошёл в 1966—1968 годах. По собственным словам, о карьере в органах внутренних дел задумался под впечатлением от просмотра фильма «Начальник уголовного розыска».
С октября 1971 по октябрь 1983 — сотрудник УВД Сахалинской области (старший инспектор уголовного розыска, заместитель начальника отдела милиции). С октября 1983 года работал в Калининградской специальной средней школе милиции МВД СССР в качестве преподавателя, старшего преподавателя, начальника курса и заместителя начальника школы. После преобразования школы в Калининградский факультет Высшей заочной школы МВД в 1990 году стал начальником факультета и руководил учреждением вплоть до 2005 года (в 1993 году факультет преобразован в Калининградскую высшую школу МВД России, в 1998 году — в Калининградский юридический институт МВД России). Продолжил работу в институте после ухода с руководящей должности, трудился там до 31 мая 2021 года.
Участниц ликвидации последствий аварии на Чернобыльской АЭС: в октябре — ноябре 1987 года сводный батальон Калининградской специальной средней школы милиции МВД СССР нёс службу по охране периметра «мёртвой зоны» (он же был известен как 1-й и 2-й сводные отряды МВД БССР). В Чернобыле провёл 37 суток. Участник ликвидации последствий Спитакского землетрясения, командовал курсантским батальоном во время Карабахского конфликта. Автор более 40 научных и учебно-методических работ.
Женат, есть две дочери.

## Награды
- Орден Красной Звезды[1] (был награждён указом Президента СССР М. С. Горбачёва за заслуги при ликвидации последствий катастроф в Чернобыле, Спитаке, Кировокане и Карабахе)[3]
- медали[1], в том числе:
  - Медаль «За отличную службу по охране общественного порядка»[6]
  - Медаль «Ветеран труда»[6]
  - Медаль «60 лет Вооружённых Сил СССР»[6]
  - Медаль «70 лет Вооружённых Сил СССР»[6]
  - Медаль «За безупречную службу» I, II и III степеней[6]
- Заслуженный юрист РФ[1]
- Заслуженный работник МВД[1]